# Torre de Santa María
Torre de Santa María település Spanyolországban, Cáceres tartományban. Torre de Santa María Montánchez, Valdefuentes, Salvatierra de Santiago, Zarza de Montánchez és Valdemorales községekkel határos. Lakosainak száma 517 fő (2024).

## Népesség
A település népessége az elmúlt években az alábbi módon változott:
| Lakosok száma | 727  | 669  | 668  | 632  | 642  | 602  | 566  | 534  | 528  | 517  |
|               | 2001 | 2004 | 2006 | 2009 | 2011 | 2014 | 2016 | 2019 | 2021 | 2024 |